# Anaxipha kilimandjarica
Anaxipha kilimandjarica är en insektsart som beskrevs av Sjöstedt 1909. Anaxipha kilimandjarica ingår i släktet Anaxipha och familjen syrsor. Inga underarter finns listade i Catalogue of Life.